# Classe Chester
La classe Chester est une classe de trois croiseurs éclaireurs (anglais : scout cruiser) conçue pour la reconnaissance dans l'US Navy.

## Histoire
Le Chester fut le premier navire à recevoir des turbines à vapeur de type Parsons, le Salem des turbines Curtis.

Le Birmingham garda des moteurs traditionnels à vapeur. Il fut le premier navire à lancer un avion, un Curtiss Model D de Glenn Curtiss.

## Les navires
| no Coque | Nom            | Chantier                                      | Lancement       | Service effectif | Fin de service                         | Photo |
| -------- | -------------- | --------------------------------------------- | --------------- | ---------------- | -------------------------------------- | ----- |
| CL-1     | USS Chester    | Chantier naval Bath Iron Works à Bath (Maine) | 26 juin 1907    | 25 avril 1908    | 30 mai 1930 - vente à la ferraille     |       |
| CL-2     | USS Birmingham | Chantier naval Fore River de Quincy à Boston  | 29 mai 1907     | 11 avril 1908    | 30 mai 1930 - vente à la ferraille     |       |
| CL-3     | USS Salem      | Chantier naval Bath Iron Works à Bath (Maine) | 27 juillet 1907 | 1er août 1908    | 11 février 1930 - vente à la ferraille |       |